# 貂熊
貂熊（学名Gulo gulo），又称狼獾，是现存最大的陆生鼬科动物（巨獭体型更大，但主要为水生），包括两个亚种。成年貂熊体长65-87厘米，尾长17-26厘米，体重10-25公斤。雄性貂熊要比雌性大许多。从体型上看，貂熊很像是长著长尾巴的小型熊。像多数鼬科动物那样，貂熊会发出难闻的气味。
貂熊多分布在北部的针叶林和接近北极的地区，以及北半球的高山冻原，包括阿拉斯加、加拿大、北欧、俄罗斯西部、西伯利亚、斯堪的纳维亚，波罗的海各国亦有发现，以及中国黑龙江与新疆北部。过去，貂熊还曾出现在北半球南部，例如美国的加利福尼亚州等地。
自19世纪起，由于毛皮交易与栖息地的隔离，貂熊数量已有显著下降，因此欧洲南部与美国本土鲜有发现。

## 流行文化
密歇根州被称为“狼獾之州"，而密西根大学的吉祥物也是狼獾，并设有密西根大学狼獾队。另外有棒球俱乐部底特律狼獾、美国海军狼獾號練習航空母艦，美铁狼獾号列车等。
漫威（Marvel）X战警（X-Men）中的角色金刚狼（Wolverine）亦得名于貂熊（狼獾）。
漫畫黃金神威中提及貂熊學名為 Gulo gulo，意思是大胃王。稱由於貂熊性情凶暴，獲得當地（故事背景位於現今庫頁島的柯爾薩科夫）俄羅斯人認證「比熊還可怕」。